# 赤水街道
赤水街道，是四川省简阳市下辖的一个乡镇级行政单位。以原杨柳街道增产村和原石桥镇先明村、永久村、永达村、笔架村、走马村、同心村、燕子村、同合村、建合村、二峨村、三溪村、万家堂村、黄竹村、深湾村、方家寺村、回龙寺村、万家坝村、玉皇村以及原太平桥镇所属行政区域为赤水街道的行政区域，赤水街道办事处驻回龙大道5号。

## 行政区划
赤水街道下辖以下地区：
增产村、先明村、永久村、永达村、笔架村、走马村、同心村、燕子村、同合村、建合村、二峨村、三溪村、万家堂村、黄竹村、深湾村、方家寺村、回龙寺村、万家坝村、玉皇村、飞鹅村、福民坝村、红豆村、劲松村、龙洞村、龙家坝村、麻石桥村、太平村和永平村。